# Hrant Dink

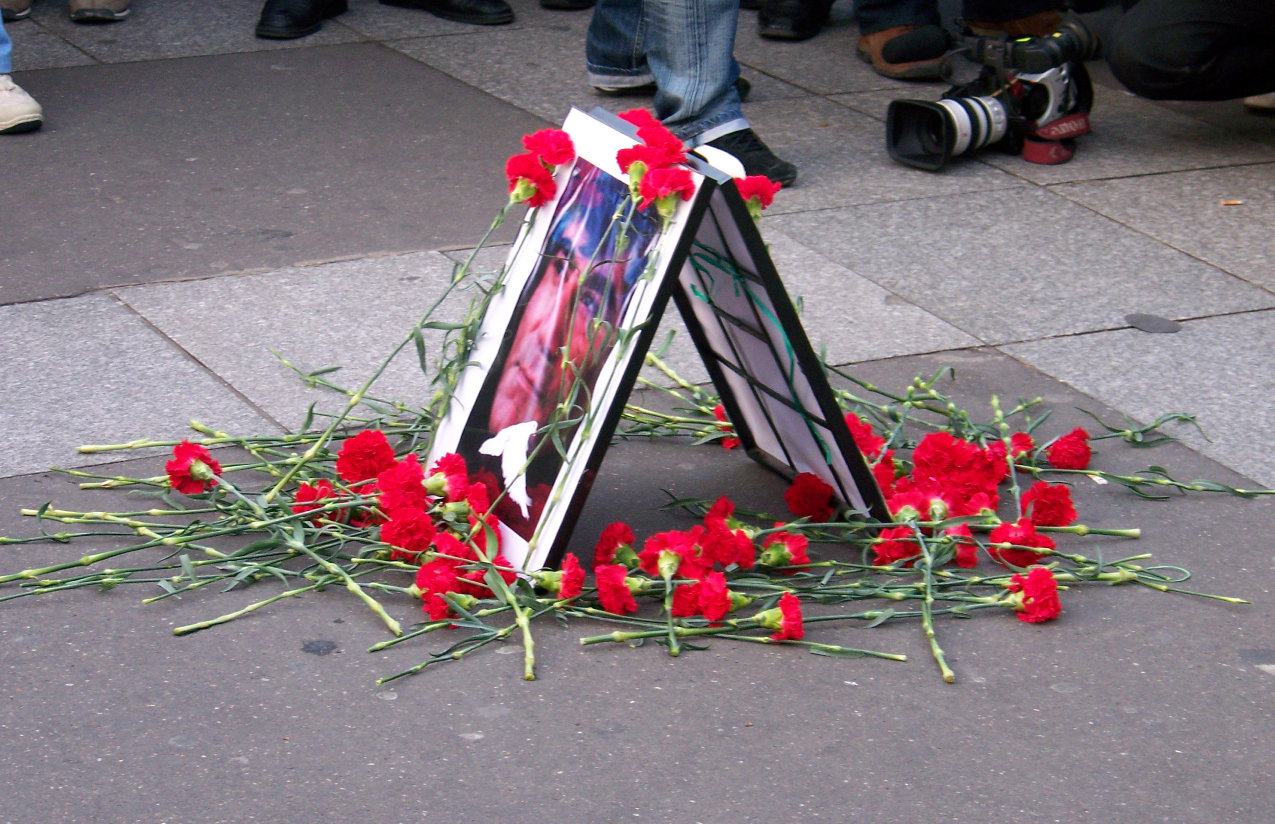
Miejsce zabójstwa

Hrant Dink (orm. Հրանդ Տինք, ur. 15 września 1954 w Malatyi, zm. 19 stycznia 2007 w Stambule) – dziennikarz i publicysta, turecki Ormianin, założyciel i wydawca tygodnika Agos (ukazywał się w dwóch językach: tureckim i ormiańskim), współpracował z dziennikami Bugun i Zaman. W 2006 roku otrzymał nagrodę międzynarodowego PEN Clubu „Oxfam Novib/PEN Award for Freedom of Expression”.
Pisał na temat ludobójstwa Ormian, a za swoje poglądy był sądzony i został skazany na mocy artykułu 301 tureckiego kodeksu karnego za obrazę tureckiej tożsamości narodowej. Wielokrotnie otrzymywał pogróżki ze strony tureckich nacjonalistów. Został zastrzelony przed siedzibą swojej gazety przez siedemnastoletniego tureckiego nacjonalistę Oguna Samasta. Dwie z czterech kul trafiły dziennikarza w głowę.